# Étiennette de Milly
Pour l’article homonyme, voir Étiennette de Milly (homonymie).
 (octobre 2022).
Si vous disposez d'ouvrages ou d'articles de référence ou si vous connaissez des sites web de qualité traitant du thème abordé ici, merci de compléter l'article en donnant les références utiles à sa vérifiabilité et en les liant à la section « Notes et références ».
Étiennette de Milly, morte en 1197, fut dame d'Outre-Jourdain et de Montréal et une figure influente du royaume de Jérusalem.
Elle était fille de Philippe de Milly, seigneur de Naplouse et d'Outre-Jourdain et d'Isabelle, peut-être fille de Maurice Le Bouteiller. Par ses multiples mariages, ses différents maris devinrent seigneurs d'Outre-Jourdain. 
Son premier mariage fut en 1163 avec Onfroy III de Toron, qui mourut en 1173. Cette union produisit deux enfants, le futur Onfroy IV de Toron et Isabelle, mariée à Roupen III prince d'Arménie. 
Son second mari fut Miles de Plancy, assassiné en 1174. 
Enfin, en 1177, elle épousa Renaud de Châtillon, ancien prince d'Antioche, récemment libéré de captivité à Alep.
En 1183, Onfroy, le fils d'Étiennette, épousa à Kerak Isabelle de Jérusalem, à laquelle il était fiancé depuis 1180. Le mariage fut perturbé par l'arrivée de Saladin qui assiégea la place forte en réponse aux menaces que Renaud de Châtillon faisait peser sur La Mecque. La légende veut qu'Étiennette lui ait envoyé des messagers lui rappelant leur amitié, qui se serait établie quand Saladin, enfant, avait été envoyé en otage au krak (ce qui n'est pas prouvé historiquement). Saladin ne leva pas le siège, mais décida de ne pas viser la tour où se trouvait la chambre d'Onfroy et d'Isabelle. L'arrivée du demi-frère d'Isabelle, Baudouin IV, avec son armée, obligea rapidement Saladin à lever le siège.
On raconte qu'Étiennette détestait Marie Comnène, la mère d'Isabelle, et qu'elle aurait interdit à la fille d'avoir le moindre contact avec sa mère. Les raisons en étaient toutefois probablement plus politiques : Baudouin avait en effet arrangé ce mariage pour éloigner l'enfant de l'influence de la famille de son beau-père, les puissants seigneurs d'Ibelin. 
Par Étiennette, Renaud de Châtillon devint seigneur jure uxoris d'Outre-Jourdain et usa de sa nouvelle position pour attaquer et piller les caravanes arabes et rançonner les pèlerins musulmans ; ses tentatives d'attaquer La Mecque furent à l'origine de l'invasion du royaume par Saladin en 1187. Renaud et Onfroy furent faits prisonniers à la bataille de Hattin et Renaud fut exécuté. Saladin autorisa la libération d'Onfroy en échange de Kerak et de Montréal mais les châteaux refusèrent de se rendre et Étiennette renvoya son fils en captivité (Saladin eut pitié et le libéra quand-même). Quelques années plus tard, la principauté d'Outre-Jourdain fut conquise par Saladin et les chrétiens ne purent jamais en reprendre possession.
Son fils mourut peu après, et son héritière fut sa fille Isabelle, qui transmit à son tour ses droits sur la principauté à sa fille aînée, Alix d'Arménie. 
De son troisième mariage, Étiennette eut deux autres enfants : Raymond ou Renaud de Châtillon, mort en bas âge, et Alix, qui épousa Azzo VI d'Este.